# Mustafa Öztürk (Politiker)

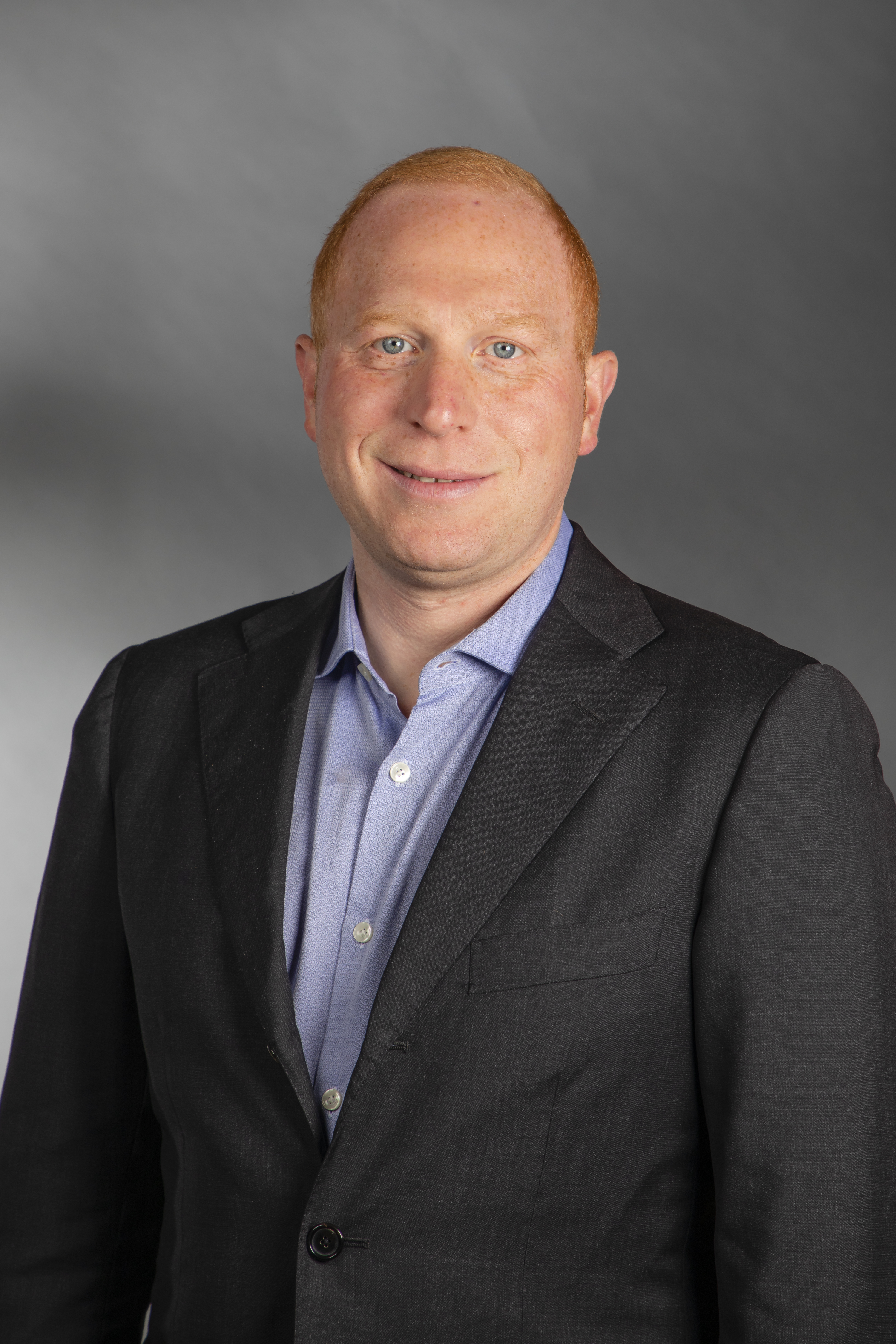
Mustafa Öztürk (2019)

Mustafa Kemal Öztürk (* 5. Juni 1973 in Bremen) ist ein deutscher Politiker (Bündnis 90/Die Grünen). Er war von 2007 bis 2023 Mitglied der Bremischen Bürgerschaft.

## Biografie

### Familie, Ausbildung und Beruf
Öztürk besuchte die Bürgermeister-Smidt-Schule an der Contrescarpe und anschließend die Gesamtschule Bremen-Ost, von der er nach Erlangung des Realschulabschlusses 1990 abging. Von 1990 bis 1993 absolvierte er eine kaufmännische Ausbildung. 2001 erlangte er das Abitur am Kolleg der Erwachsenenschule Bremen. Es folgte der Besuch des Internationalen Studiengangs Politikmanagement an der Hochschule Bremen und Studien an der Université catholique de Louvain. Von 2002 bis 2003 war beruflich im Deutschen Bundestag tätig und von 2003 bis 2005 im Europäischen Parlament in Brüssel. Anschließend erfolgte eine berufliche Station als Referent in der Stadtverwaltung von İstanbul, im Bezirk Sisli. 2008 bis 2009 erhielt er einen Lehrauftrag an der Hochschule Bremen. 
Öztürk ist ledig und wohnt in Bremen - Östliche Vorstadt.

### Politik
Öztürk war ab dem 8. Juni 2007 Abgeordneter in der Bremischen Bürgerschaft. Er war Schriftführer der Bremischen Bürgerschaft, Sprecher für Innen und Sicherheitspolitik, Datenschutz und Digitales, Medienpolitik, Petitionen und Sport.

Öztürk war vertreten in den Deputationen für Inneres und für Sport, im Ausschuss für Wissenschaft, Medien, Datenschutz und Informationsfreiheit, im Petitionsausschuss, im  Kontrollausschuss nach dem Polizeigesetz, Landesbeirat für Sport, Vorstand der Bremischen Bürgerschaft und in einem Untersuchungsausschuss.
Bei der Bürgerschaftswahl in Bremen 2023 hat Öztürk nicht erneut kandidiert und ist entsprechend ausgeschieden.